# Kaubuk
Der Kaubuk ist ein, je nach Überlieferung, böser oder dienstbarer Geist oder Gespenst in der masurischen Kultur. Vergleichbar dem Golem sollen Kundige ihn künstlich erschaffen können. Andere Bezeichnungen des Kaubuks lauten Alf, Drak und Lataniec.